# Leuculopsis pulverulenta
Leuculopsis pulverulenta là một loài bướm đêm trong họ Geometridae.